# Disneymania 5
Disneymania 5 — пятый альбом из серии Disneymania, выпущен 27 марта 2007 года. В альбом попали четыре исполнителя из Классного мюзикла: Ванесса Хадженс, Лукас Грейбил, Эшли Тисдейл, Корбин Блю и из Классного мюзикла: Концерт: Дрю Сили и другие. Альбом дебютировал на Billboard 200 на 14  позиции с продажами в 44.000 альбомов. На сегодняшний день продано свыше 293.000 альбомов.

## Список композиций
| Оценки критиков | Оценки критиков |
| Источник        | Оценка          |
| --------------- | --------------- |
| Tommy2.net      | [ 1 ]           |

1. Майли Сайрус — «Part of Your World» (Русалочка) — 2:34
2. Корбин Блю — «Two Worlds» (Тарзан) — 3:35
3. The Cheetah Girls — «So This Is Love» (Золушка) — 3:39
4. Jonas Brothers — «I Wanna Be Like You» (Книга джунглей) — 2:47
5. Джордан Прютт — «When She Loved Me» (История игрушек 2) — 3:19
6. Эшли Тисдейл — «Kiss the Girl» (Русалочка) — 3:24
7. T-Squad — «The Second Star to the Right» (Питер Пэн) — 2:51
8. Хейден Панеттьер — «Cruella de Vil» (101 Далматинец) — 3:18
9. Ванесса Хадженс — «Colors of the Wind» (Покахонтас) — 3:58
10. Лукас Грейбил — «Go the Distance» (Геркулес) — 3:51
11. B5 — «The Siamese Cat Song» (Леди и Бродяга) — 3:07
12. Everlife — «Reflection» (Мулан) — 3:42
13. The Go-Go's — «Let’s Get Together» (Ловушка для родителей) — 2:36
14. Кеке Палмер — «True To Your Heart» (Мулан) — 3:25
15. Дрю Сили — «Find Yourself» (Тачки) — 3:21

## Чарты
| Чарт (2007)         | Максимальная позиция |
| ------------------- | -------------------- |
| U.S. Billboard 200  | 14                   |
| U.S. Top Kids Audio | 1                    |

## Синглы
1. «The Second Star to the Right» — T-Squad
2. «So This Is Love» — The Cheetah Girls
3. «Colors of the Wind» — Ванесса Хадженс
4. «I Wanna Be Like You» — Jonas Brothers
5. «Kiss the Girl» — Эшли Тисдейл
6. «Go the Distance» — Лукас Грейбил

## Видео
1. «So This is Love» — The Cheetah Girls
2. «Kiss The Girl» — Эшли Тисдейл
3. «The Second Star To The Right» — T-Squad
4. «I Wanna Be Like You» — Jonas Brothers